# Citadelle Saint-Elme
La citadelle Saint-Elme située à Villefranche-sur-Mer est un monument historique s’enserrant dans un ensemble architectural militaire plus large incluant le Fort du mont Alban, la tour Saint-Hospice de Saint-Jean-Cap-Ferrat et la batterie de Beaulieu-sur-Mer. Ce dispositif constituait un ensemble défensif autour du port royal de la Darse, le port militaire des États de Savoie.

## Historique
Construite au XVIe siècle la citadelle de Villefranche est un des premiers exemples de fortification bastionnée en Europe.

### Enjeux et impératif stratégique

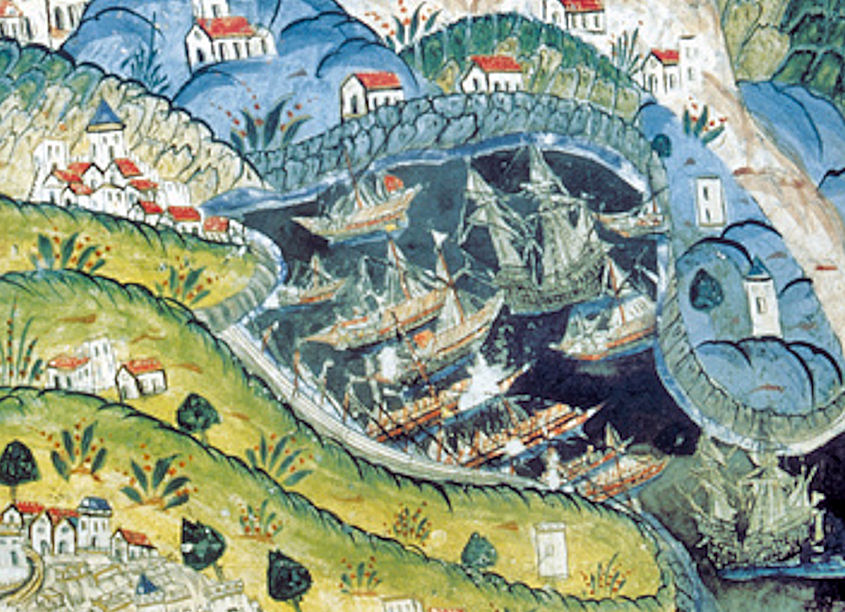
La rade de Villefranche en 1543 (manuscrit turc).

Le 10 août 1557, Emmanuel-Philibert, surnommé « Testa de ferre », véritable condottiere allié aux Habsbourg d’Espagne et du Saint-Empire, écrase les troupes françaises du roi Henri II à la bataille de Saint-Quentin. Il peut récupérer ses États : Savoie, Piémont, Comté de Nice. Les « guerres d'Italie » sont terminées par le traités du Cateau-Cambrésis, le 26 mars 1559.
Le duc de Savoie n'aura de cesse de protéger et fortifier ses États. Il garde en mémoire le traumatisme du siège de Nice, le débarquement et les assauts entrepris par le « kapoudan pacha » Barberousse, roi d'Alger et grand amiral du sultan ottoman Soliman le Magnifique, allié au roi de France François Ier.
Pour Emmanuel-Philibert, la sauvegarde de sa « fenêtre maritime » Villefranche-sur-Mer est une priorité absolue.
Cet impératif stratégique et défensif a été ressenti très tôt...
Ainsi le Génois Andrea Doria, sans doute le plus fameux marin de ce temps, écrit-il à l'empereur Charles Quint par la lettre du 23 novembre 1554) qu'il est nécessaire « d'édifier un fort au port de Villefranche pour tenir, non seulement ce dernier, mais la cité de Nice ».
Et le jeune duc se souvient : alors que son père Charles le bon perdait une à une ses positions face aux Français, Nice, seule, a su résister. Elle y gagna le surnom de « Nissa la fedèla ».
Sous le duc de Savoie Charles II émerge le projet de construction du fort Saint-Elme, le véritable nom de la citadelle de Villefranche. L'étude du projet est confiée au milanais Gian Maria Olgiati « supremo ingeniero » et principal architecte de Charles Quint, présent dans le comté de Nice dès 1550. À son avènement en 1553 Emmanuel-Philibert poursuit l'œuvre de son père.

### Construction

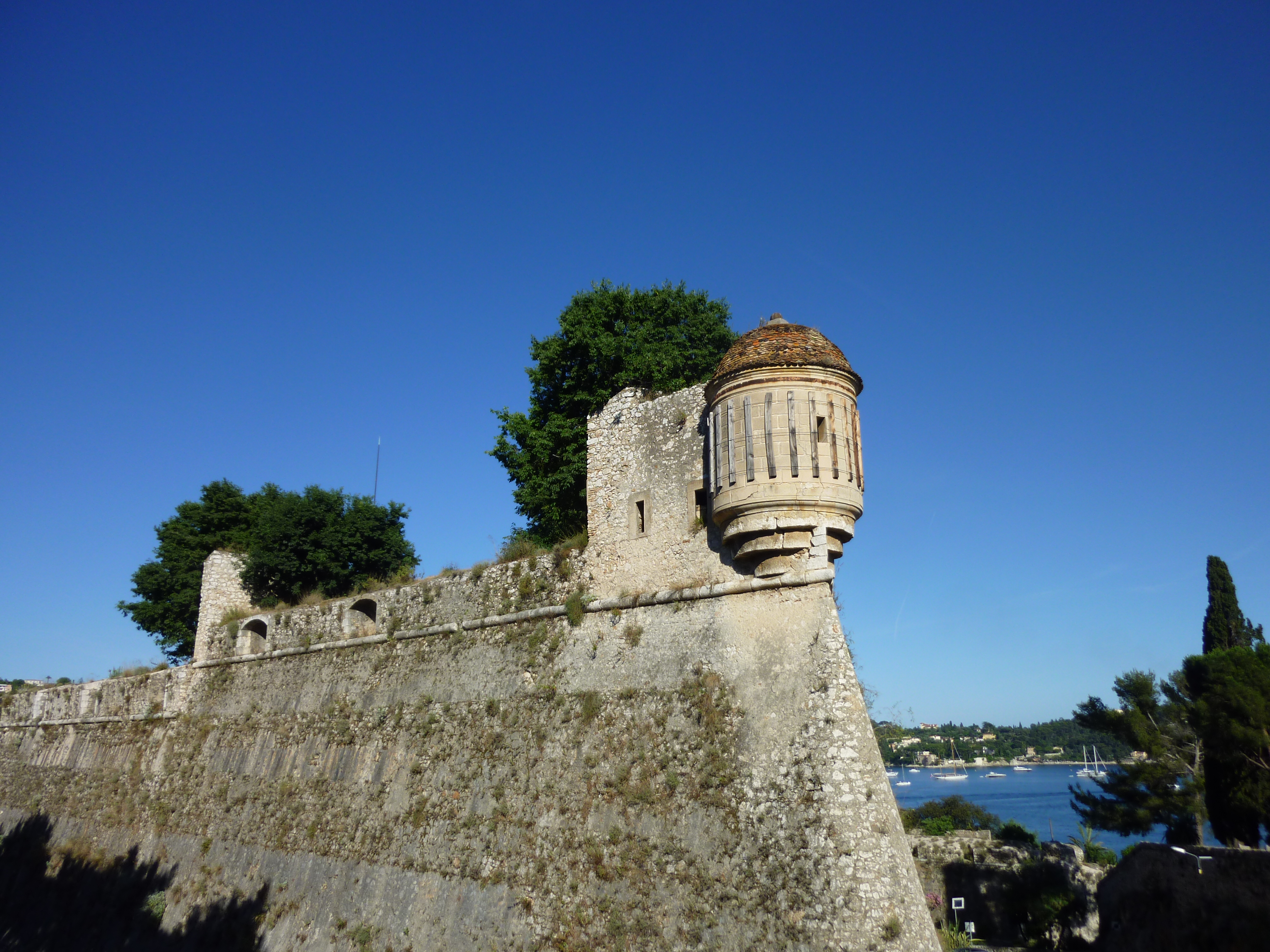
Remparts de la citadelle.

Il semble que les travaux aient commencé dès 1550, au moins pour la partie donnant sur la mer. La date de 1554 est gravée sur l'arc du débarcadère de la citadelle; La première tranche de travaux a été effectuée côté mer car c'est de là, pensait-on, que venait le principal danger « turco-barbaresque ».
Le chantier est stimulé par la victoire de Saint-Quentin de 1557, en particulier par le butin pris aux Français, puis par la paix du Cateau-Cambrésis de 1559 impliquant un important tribut concédé par Henri II.
Deux hommes vont jouer un rôle très important dans la construction de la citadelle :
– André Provana de Leyni, conseiller et homme de confiance du jeune duc, il le représente sur place, pendant que son maître guerroie en Flandres, et veille au bon déroulement des travaux. Il apporte « l'argent frais » nécessaire à la construction : près de 50 000 écus en plus des pièces d'artillerie prises aux Français pour équiper le fort, ce qui représente des moyens considérables au milieu du XVIe siècle ;
– Benedetto Ala, ingénieur et architecte, principal collaborateur d'Olgiati, il est le principal artisan de la construction de la citadelle. Il est appuyé par une brillante équipe d'ingénieurs : Domenico Ponsello, Orazio et Francesco Paciotto, Pietro Boiero.

### Description

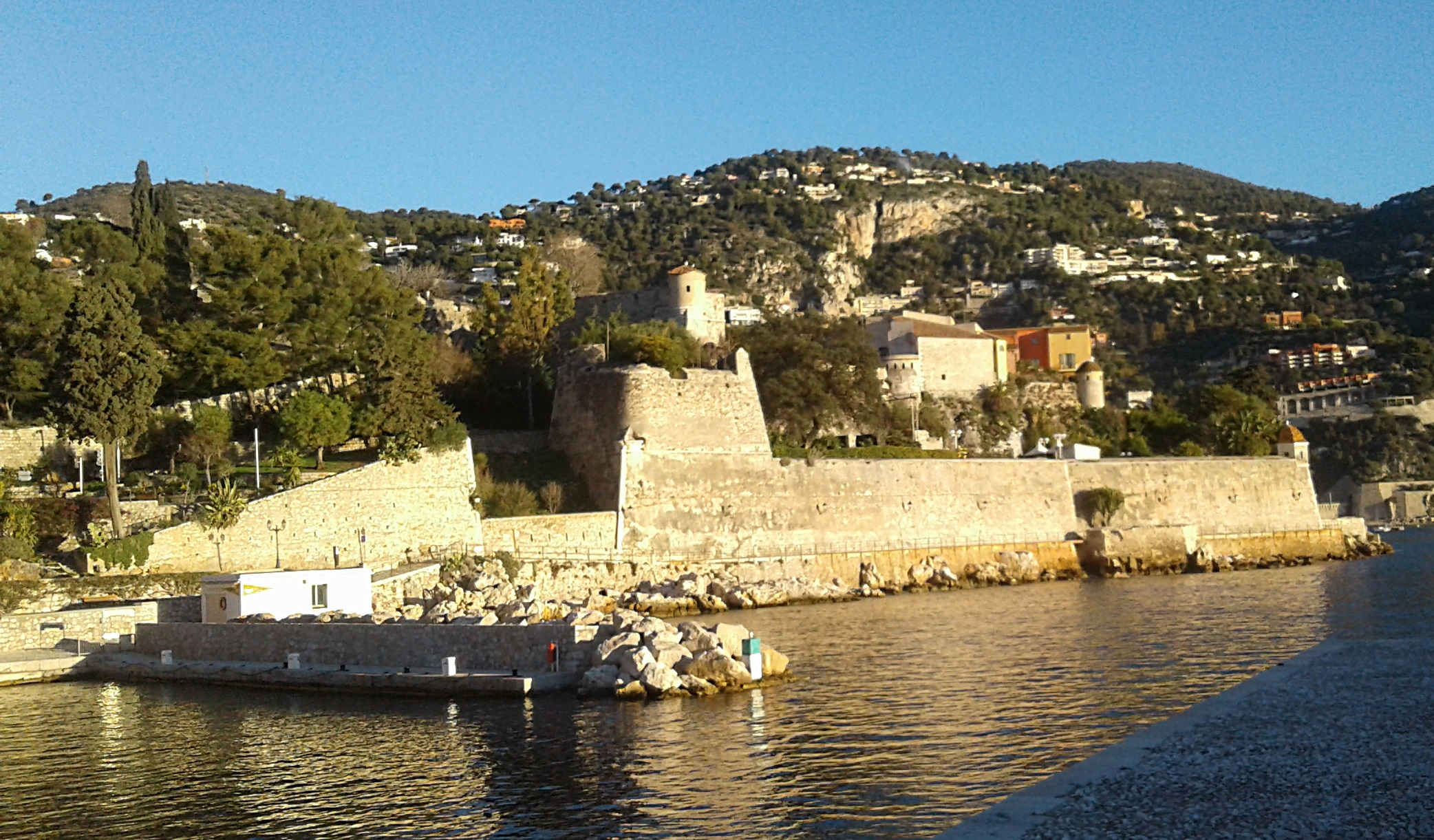
La citadelle vue depuis la mer.

Le dispositif est complété par la construction du fort du mont Alban sur les hauteurs du Mont-Boron et de la tour Saint-Hospice au cap Ferrat.
Tous deux constitueront avec la citadelle une véritable « chaîne défensive » et seront là pour protéger le « bijou » de la couronne ducale de Savoie : La Darse de Villefranche-sur-Mer et sa rade.
La citadelle Saint-Elme répond aux nouvelles exigences de l'architecture militaire liées au développement de l'artillerie à poudre. En effet, l’apparition de bombardes puis de couleuvrines et de canons plus légers, l’utilisation de boulets de pierre puis de fonte ou de bronze qui ruinent rapidement les châteaux-forts et murailles hérités du Moyen Âge ont changé radicalement la donne stratégique.
Le rempart de ce fort d’un nouveau genre est rempli de terre et son plan obéit à un tracé bastionné sans angle mort. Ainsi la citadelle de Villefranche est un des premiers exemples de « forteresse bastionnée », modèle qui inspirera toute l'Europe catholique : des chevaliers de Malte qui construisent également, quelques années plus tard, pour leur nouvelle capitale La Valette, un fort Saint-Elme jumeau de son parangon villefranchois, à Vauban qui s'inspirera lui aussi, sous Louis XIV, du système défensif imaginé et dessiné par Olgiati pour Villefranche.
La citadelle est bâtie sur une éminence rocheuse, le nom de Saint-Elme donné au fort provient probablement d'une ancienne chapelle présente à cet endroit avant la construction. Le site, de 3 hectares environ, est escarpé et pentu le plan irrégulier et trapézoïdal de l'édifice.
La citadelle comporte quatre bastions dont deux côté mer. Ils sont à orillons (flancs gauches des bastions 1 et 4, flanc droit du bastion 2) ou à flancs droits (flanc gauche du bastion 2, flancs droits des bastions 1 et 3). Les tracés des bastions 3 et 4 côté mer sont irréguliers du fait du terrain. L'ensemble des flancs comportement des casemates à canons pour permettre le flanquement selon une disposition typique des bastions du XVIe siècle. Le flanc droit du bastion 3 et le flanc gauche du bastion 4 comportent une poterne pour permettre les sorties, la poterne dans le flanc du bastion 4 est disposé dans le rentrant de l'orillon là aussi selon une disposition typique des bastions du XVIe siècle.
Pour compléter le système défensif de la citadelle, des échauguettes sont placées au sommet des bastions. Circulaires et présentant un léger encorbellement, elles sont caractéristiques du génie militaire italien de la Renaissance.
En temps de paix, l'échauguette en pierre abrite une sentinelle chargée de surveiller les fossés.
En temps de guerre, et surtout dans l'éventualité d'un siège de Villefranche, elle peut être démontée pour ne pas servir de cible aux tirs ennemis.
Le procédé architectural de la « citadelle bastionnée », « alla moderna », sera repris pour le fort du Mont-Alban et tendra même à se généraliser pour les forteresses militaires bâties au cours des années ultérieures.

### Heurts et malheurs de la citadelle

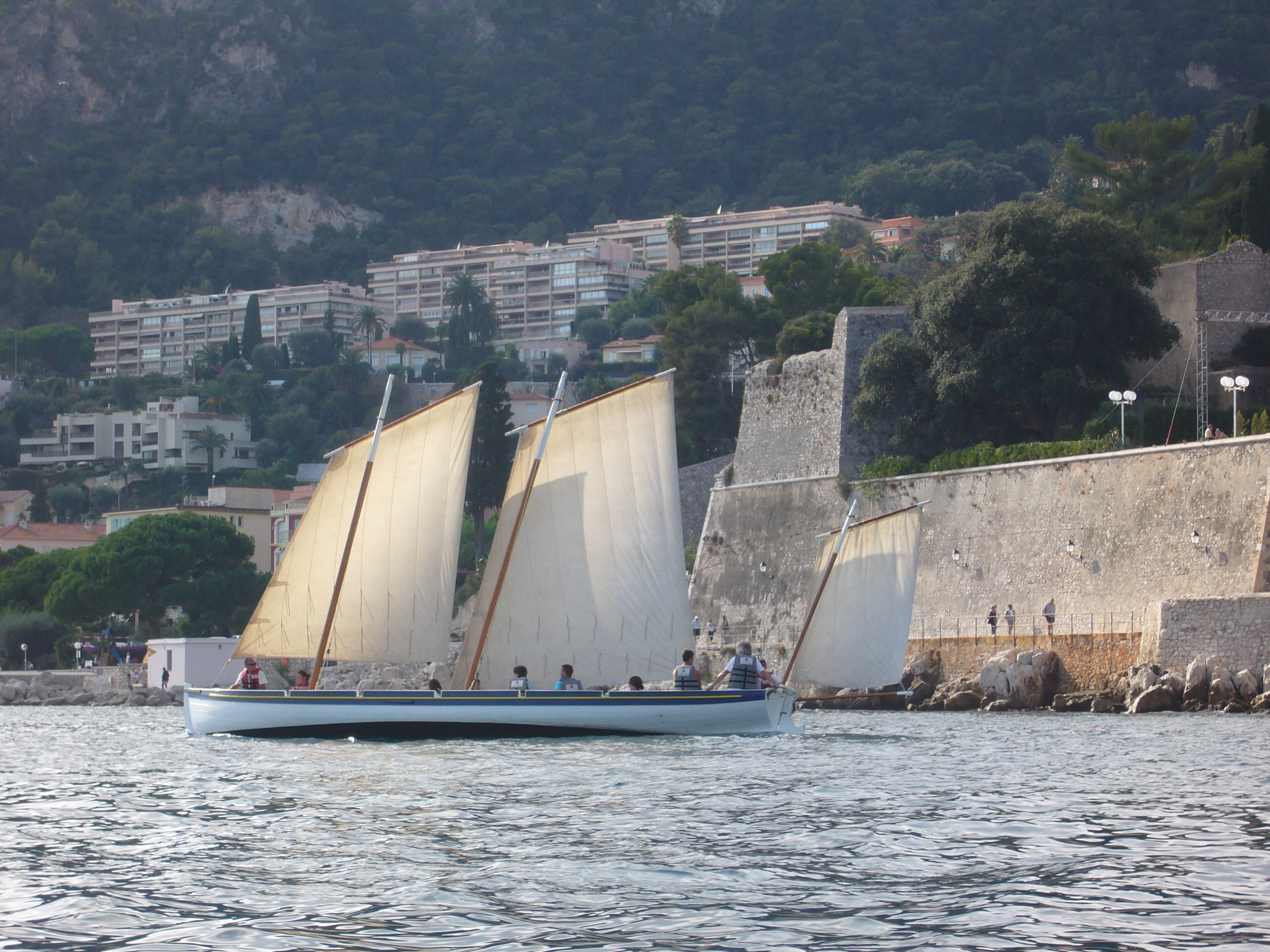
Laïssa Ana, dite aussi « Yole de Villefranche », devant la citadelle.

La citadelle a été une réussite architecturale incontestable.
Toutefois, au plan géostratégique, et au regard de l’histoire, ce formidable outil de dissuasion s’est avéré insuffisant.
À plusieurs reprises, en 1691, 1744, 1747 et 1792, la citadelle Saint-Elme capitule presque immédiatement face aux armées françaises.
C’est que la citadelle était censée être appuyée par le fort du mont Alban pour résister à une éventuelle attaque par voie maritime (le siège et l’occupation par les forces navales ottomanes étaient encore présents dans tous les esprits, au moment de la construction).
Or les invasions successives françaises se font par voie terrestre. Le fort du Mont-Alban, trop petit et doté d’une faible garnison, ne peut résister. Une fois investi par l’ennemi, le « relais défensif » se retourne contre le chaînon principal du système, la citadelle. Placée en contrebas, menacée par une canonnade terrible, elle est chaque fois obligée de se rendre.
Seul un agrandissement des forts aurait pu en faire des places inexpugnables… Mais la configuration du terrain et le coût empêchent les adaptations nécessaires.
Toutefois, à l’instar de Vauban qui admire l’œuvre géniale d’Olgiati, les troupes françaises respectent la fière et noble citadelle. La « formidable forteresse » devenue obsolète est sauvée alors que la tour de La Turbie, le fort Saint-Hospice et le château de Nice sont rasés en 1706!
Après avoir été annexé par la France en 1792, le comté de Nice revient au roi de Sardaigne en 1814. Toutefois, le congrès de Vienne, qui procède à la restauration des monarques de l’Ancien Régime, donne à la maison de Savoie la Ligurie (l’ancienne république de Gênes). Ainsi la façade littorale des « États sardes continentaux » s’étend désormais de Nice à La Spezia.
Villefranche n’occupe plus une position stratégique privilégiée et devient un port, une place, parmi tant d’autres…
Français depuis 1860 comme tout le comté de Nice, le fort Saint-Elme servira de cantonnement militaire, accueillant le 24e bataillon de chasseurs alpins dans la caserne Gaston-de-Foix.
Mais au lendemain de la Deuxième Guerre mondiale, la citadelle de Villefranche est abandonnée.
Progressivement envahie par la végétation sauvage, délabrée, la « formidable forteresse » est en ruine.

### Renouveau

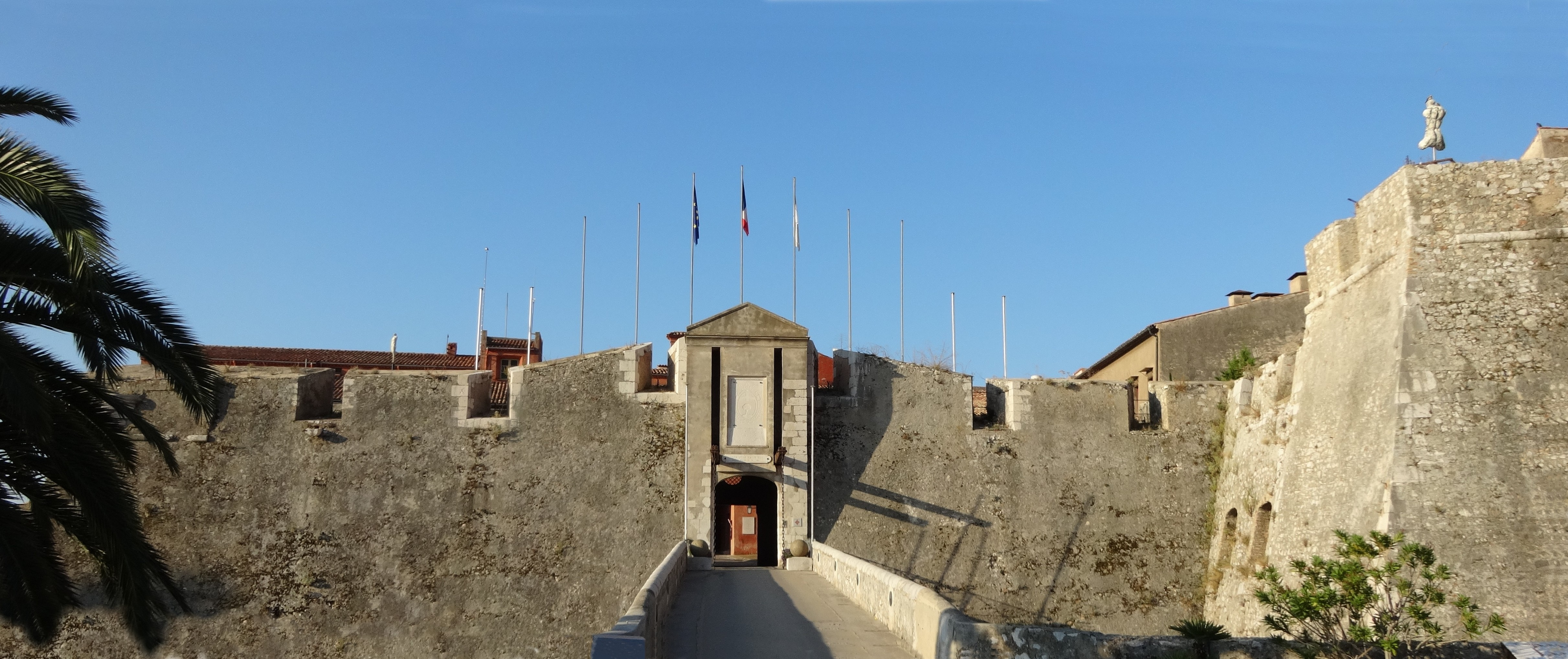
La citadelle de Villefranche.

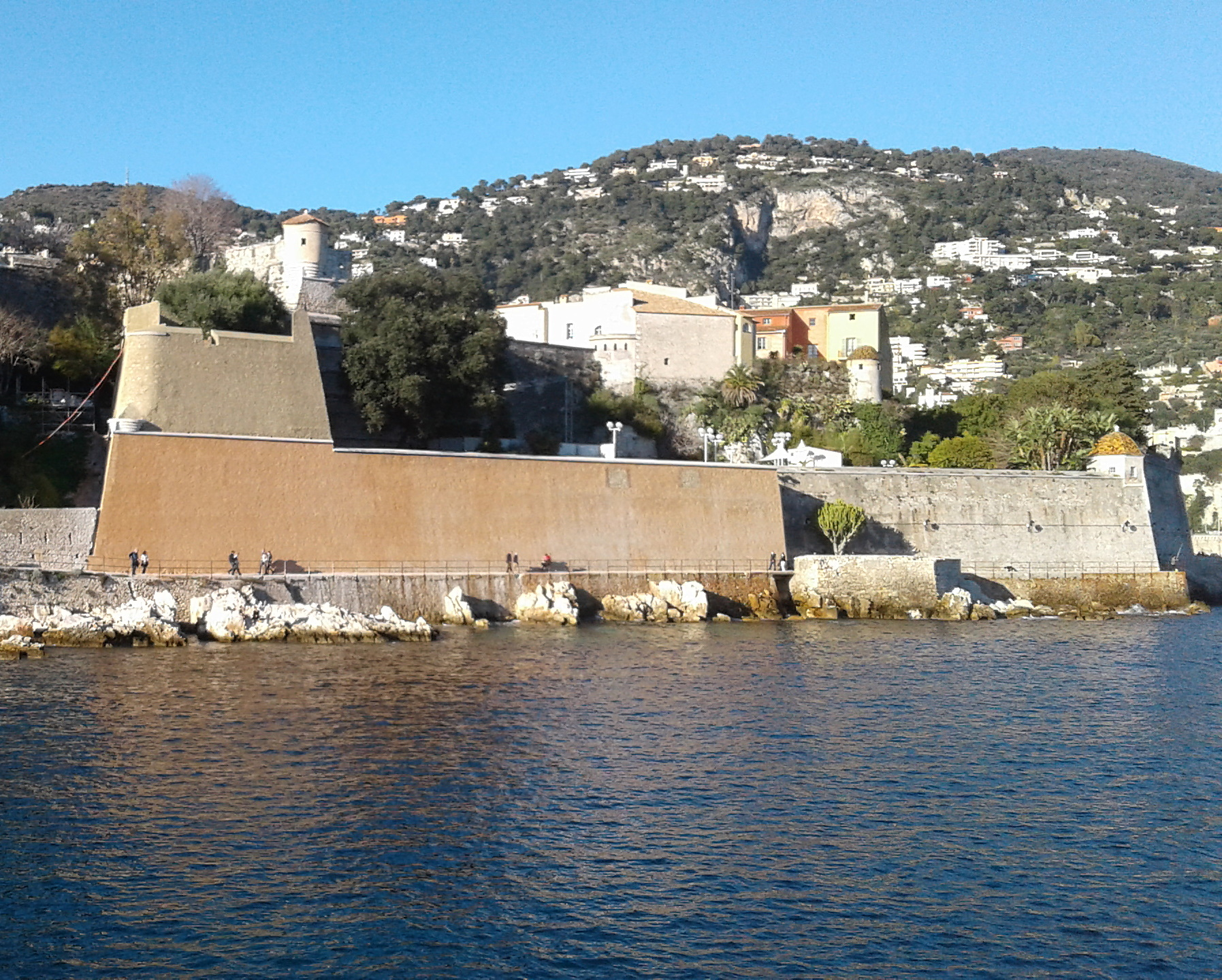
La citadelle restaurée vue depuis la mer, janvier 2021.

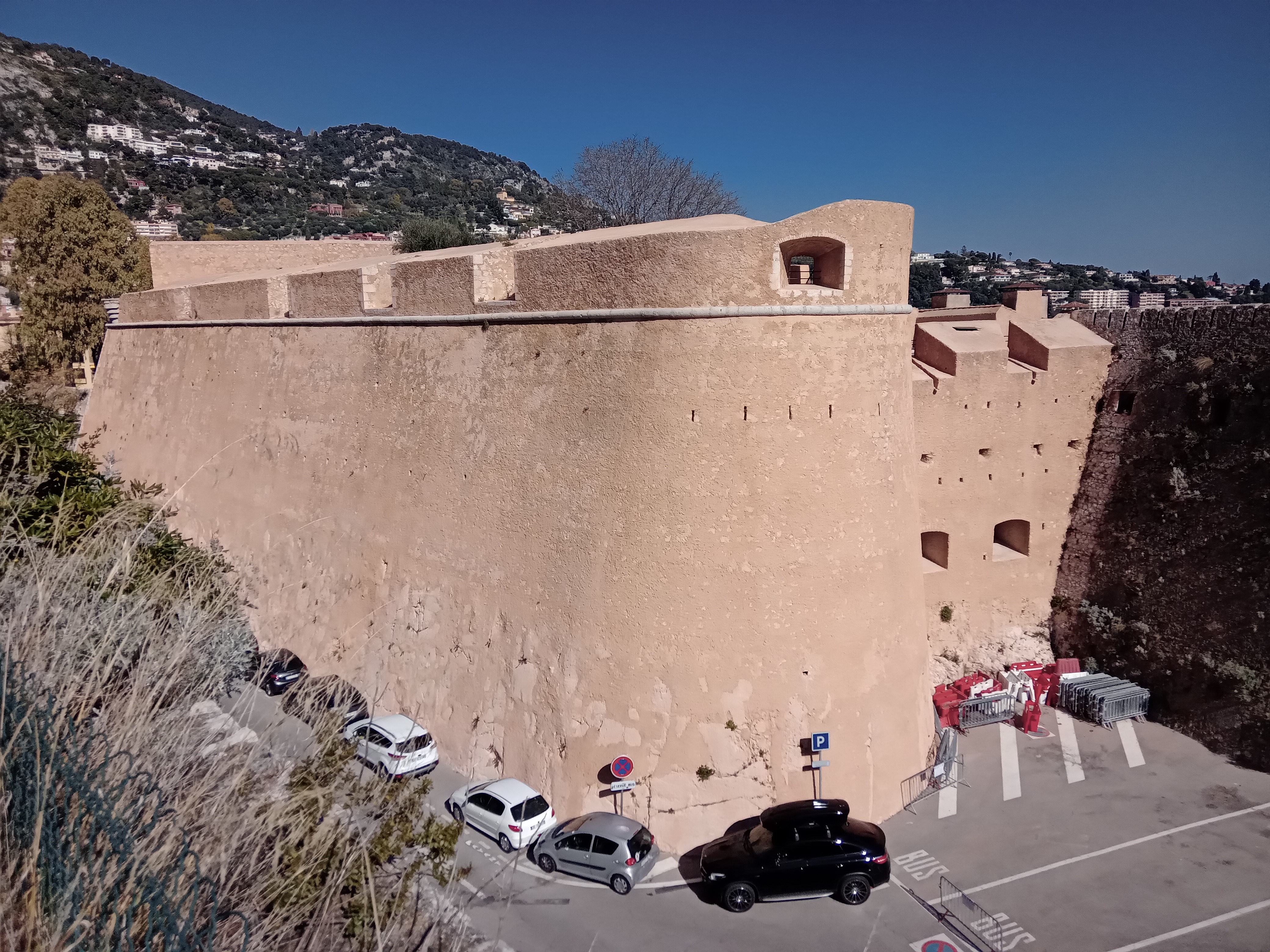
Le bastion de la Turbie restauré, mars 2025.

En 1965, la ville de Villefranche-sur-Mer l’achète à l’État et le 11 mars 1968, elle est classée au titre des monuments historiques.
Après des hésitations touchant au devenir de l’édifice, une nouvelle municipalité dirigée par Joseph Caldéroni, appuyée par l’association « Renaissance de la citadelle » présidée par André Cane, décide la restauration du site et l’installation d’activités d’intérêt général : administratives, artistiques, culturelles.
Le débroussaillement est suivi de travaux de réfection qui débutent en 1979.
Des sondages archéologiques sont également effectués et permettent d’exhumer les vestiges liés à la vocation militaire originelle du monument.
Un nouvel hôtel de ville est inauguré en mars 1981. Sous la salle des mariages, l’ancienne chapelle Saint-Elme abrite des expositions. Le bastion de La Turbie devient un espace muséologique. Les casemates de jadis sont à présent dominées par les sculptures de Volti.
Les musées de Villefranche s’enrichiront progressivement en peintures et gravures (donation Goetz-Boumeester présentée à l’étage de l’ancien bâtiment du casernement), figurines en céramique (collection Roux) et souvenirs du 24e bataillon de chasseurs alpins.
Le théâtre de verdure, dévolu au cinéma, aux spectacles et aux festivités, est réhabilité.
Un auditorium accueillant congrès et conférences universitaires est aménagé habilement dans la vaste citerne d’autrefois.
La place d’armes et les fossés de la citadelle sont restaurés.
L'association l'Académie de Montolivo est créée en 2011 pour lever des fonds privés auprès de mécènes pour participer au financement des travaux de mise en valeur de ce patrimoine unique.
En octobre 2019 un important programme de restauration de la citadelle a été lancé par la municipalité de Villefranche avec le concours de l'Etat, des collectivités territoriales et de la Fondation du patrimoine. Les travaux doivent durer une dizaine d'années et permettre, à terme, l'accès à l'ensemble de la citadelle.
La restauration du bastion de la Turbie, au nord de la citadelle, a été sélectionnée par la Mission Stéphane Bern en 2020 pour bénéficier du loto du patrimoine.
La citadelle a également accueilli les championnats départementaux d'échecs en 2022 qui comptait plus de 200 participants pour plus de 500 personnes présentes à cet évènement.

## Galerie photos

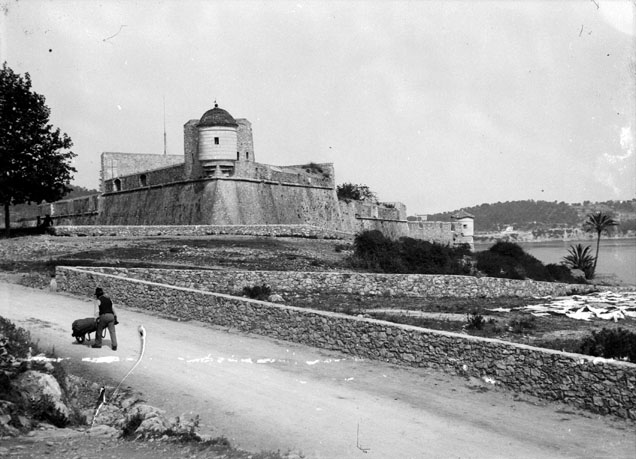
La citadelle, le 11 mai 1904.
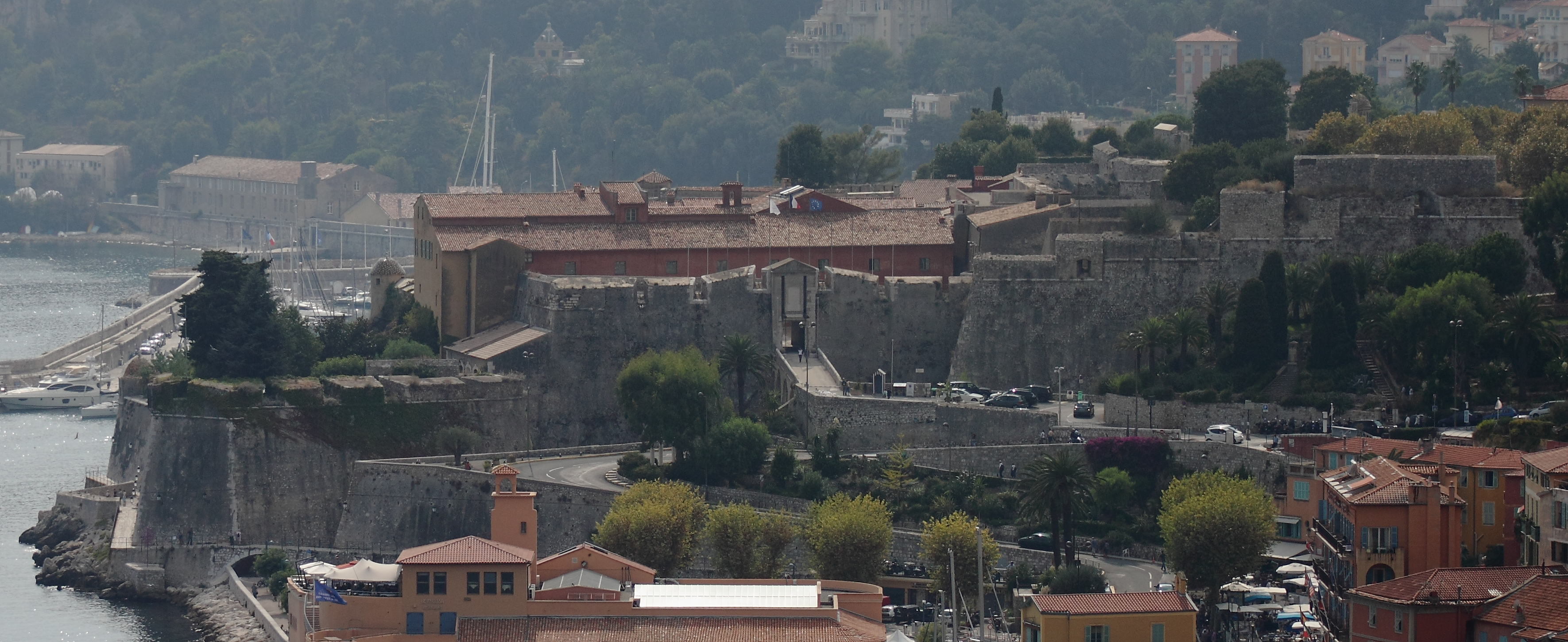
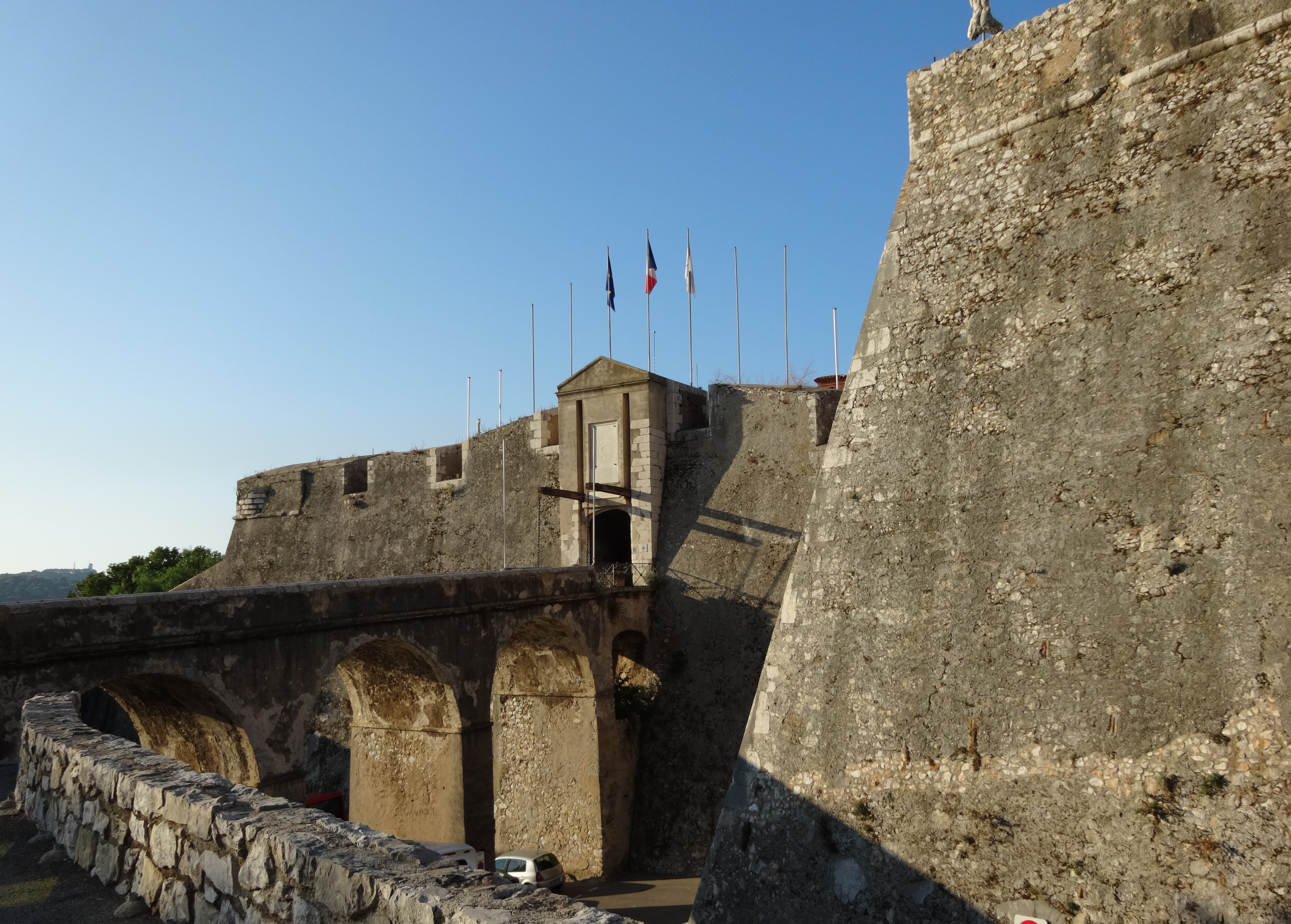
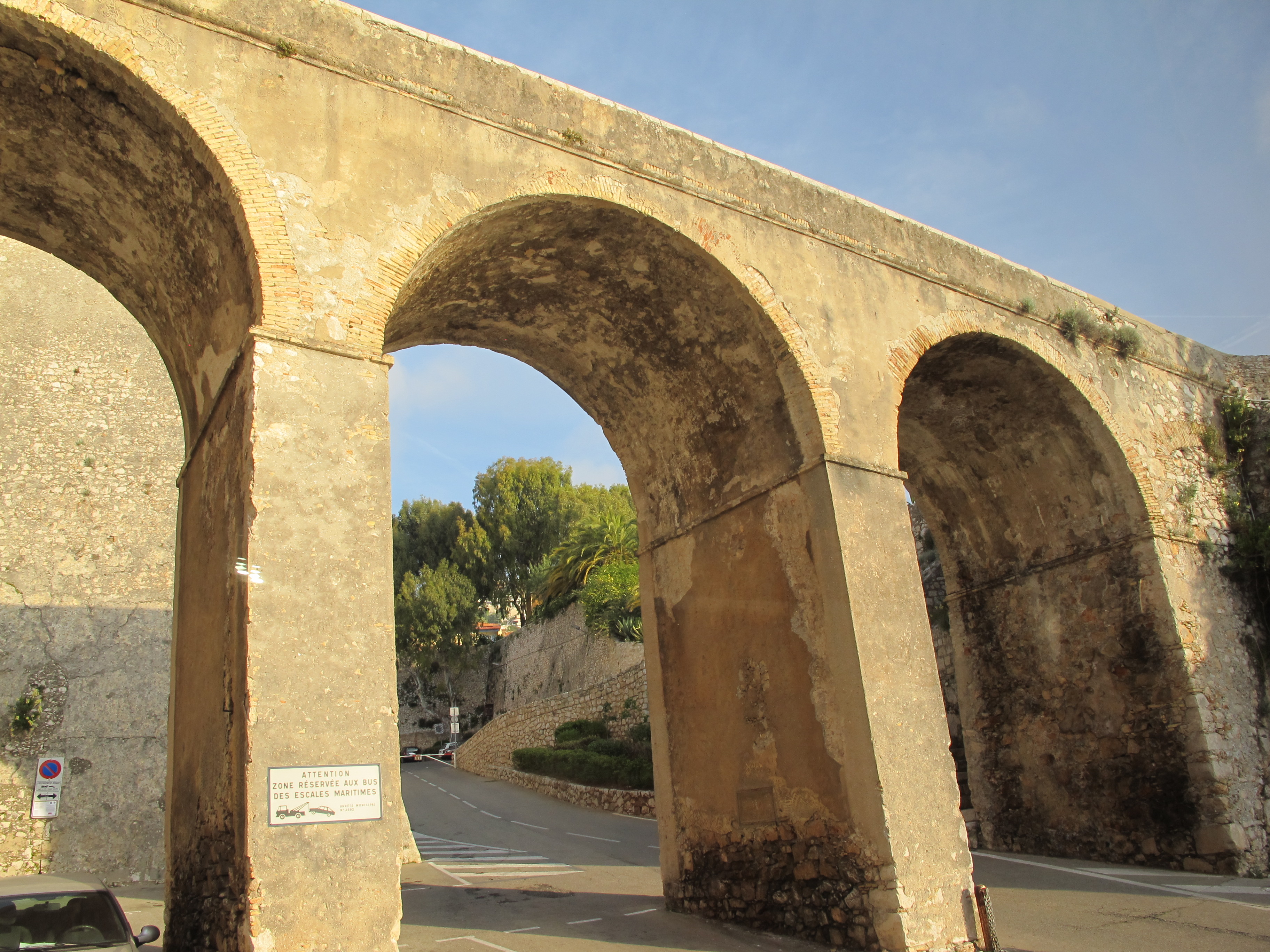
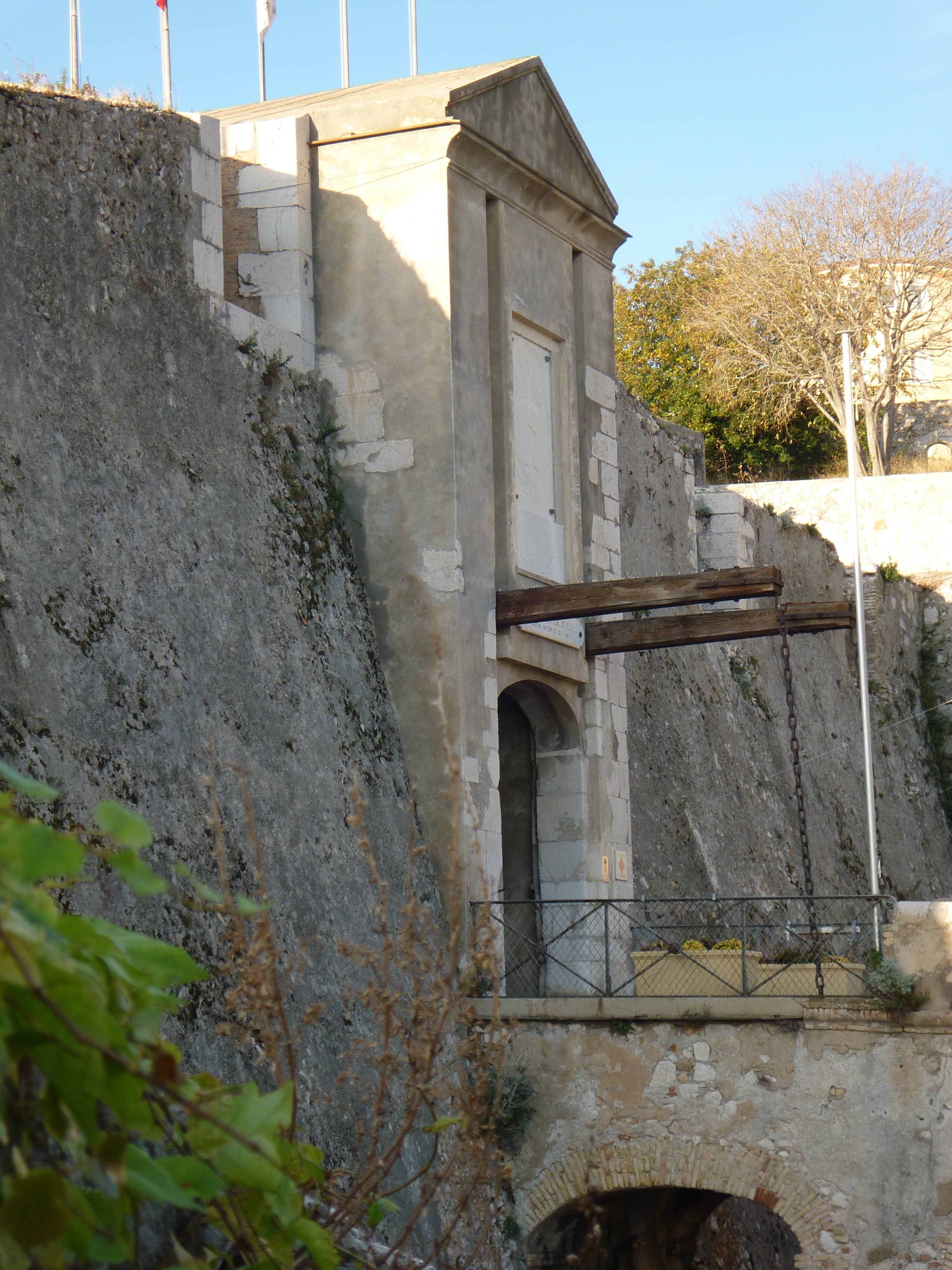